# Сметанин, Герман Владимирович
Герман Владимирович Сметанин (укр. Герман Володимирович Сметанін; род. 8 октября 1992, Харьков) — украинский менеджер по управлению оборонно-промышленного комплекса. Генеральный директор Акционерного общества «Украинская оборонная промышленность» с 28 июня 2023 по 4 сентября 2024 года, с 17 июля 2025 года. Министр по вопросам стратегических отраслей промышленности Украины с 5 сентября 2024 года по 17 июля 2025 года.
Бывший генеральный директор государственного предприятия «Завод имени Малышева» (2023), бывший директор Харьковского бронетанкового завода (2021—2023).

## Биография
Окончил харьковскую общеобразовательную школу № 49.
Получил профессию инженера-конструктора колесно-гусеничных транспортных средств в Харьковском национальном автомобильно-дорожном университете. Также получил профессию менеджера по управлению оборонно-промышленного корпуса в Национальном техническом университете Украины «Киевский политехнический институт имени Игоря Сикорского».
С 2014 по 2015 год работал в Харьковском конструкторском бюро машиностроения, являющемся составной частью Укроборонпрома.
В дальнейшем работал главным конструктором и главным инженером Львовского бронетанкового завода.
В 2020—2021 годах работал директором по производству ГП «Завод имени В. А. Малышева».
С апреля 2021 по апрель 2023 года работал директором Государственного предприятия «Харьковский бронетанковый завод».
Сметанин указывает, что он был ведущим специалистом по разработке украинского бронеавтомобиля «Дозор-Б» и организовывал проведение государственного испытания этой новинки. Кроме того, он приложился к созданию бронемашин «Зубр» и «Лев».
В апреле 2023 года Кабинетом Министров Украины назначен генеральным директором Государственного предприятия «Завод имени В. А. Малышева».
28 июня 2023 года назначен генеральным директором Акционерного общества «Украинская оборонная промышленность» (на момент назначения Герману 31 год).
По информации издания «Файне місто» Герман Сметанин находится в близких родстве с народным депутатом от «Слуги народа» из Тернопольщины Игорем Васильевым. Последний женат на сестре нового главы «Укроборонпрома» — основательнице благотворительного фонда «Великий Народ UA» Марии Сметанине.
5 сентября 2024 года Верховная рада Украины назначила 247 голосами (при 226 необходимых) Германа Сметанина на должность министра по вопросам стратегических отраслей промышленности.
16 июля 2025 года Верховная Рада Украины отправила в отставку правительство Шмыгаля. 17 июля 2025 года Верховной Радой Украины было назначено новое правительство Юлии Свириденко. В новом правительстве, Герман Сметанин не получил должности министра.
22 июля 2025 года наблюдательный совет компании Укроборонпром принял решение о назначении Сметанина исполняющим обязанности генерального директора.

## Личная жизнь
С 2011 года женат на Анфисе Михайловне.